# Celebrity Deathmatch
Celebrity Deathmatch  fue un programa de televisión claymation estadounidense que representa a celebridades que luchan unos contra otros en un ring de lucha libre, que casi siempre terminan en muertes espantosas. Era conocido por su excesiva cantidad de sangre utilizada en cada lucha y las exageradas lesiones físicas. La serie fue creada por Eric Fogel; con los pilotos difundidos en MTV el 1 y 25 de enero de 1998. La serie inicial tuvo lugar entre el 14 de mayo de 1998 y 20 de octubre de 2002 y duró un plazo de 75 episodios en total. Hubo un especial que no contribuyó al último episodio, titulado Celebrity Deathmatch Hits Germany, que se emitió el 21 de junio de 2001. El luchador profesional Stone Cold Steve Austin dio voz a su forma animada como el comentarista invitado. En principios de 2003, una película en desarrollo basada en la serie fue anunciada por MTV, pero el proyecto se canceló a finales de ese año. En 2005, MTV2 anunció la reactivación del programa como parte de su bloque de programación "Sic 'Em Friday". Originalmente fue previsto regresar en noviembre de 2005, el estreno fue aplazado hasta el 10 de junio de 2006 como parte de un nuevo bloque de "Sic'emation" con otros dos espectáculos animados, Where My Dogs At y The Adventures of Chico and Guapo. La quinta temporada de la serie fue producida por Cuppa Coffee Studio y el estreno del primer episodio fue visto por 2,5 millones de espectadores, convirtiéndose en el estreno nominal más alto de MTV2. La serie fue cancelada otra vez en el año 2007. En abril del año 2015, la cadena MTV2 anunció el reinicio de la serie.
En el año 2007 la serie se adaptó del inglés subtitulándose al español para luego ser doblada al idioma antes mencionado. Este doblaje es el que se utilizó para todos los países de habla hispana donde se emitió el programa, entre ellos España. En cambio, en España llegó entre el 2001 y el 2002 en el canal catalán Canal 33, doblado al catalán, siendo la primera cadena en emitir la serie doblada en otro idioma

## Personajes

### Personajes principales
- Johnny Gómez: Es uno de los presentadores. Es el más profesional de los dos. Una de sus frases más famosas es: "Johnny, se paciente, solo 35 años más para la jubilación" y la que se menciona al final del programa "soy Johnny gomez de parte de todos aquí en deathmatch diciendo buenas noches y buena pelea"

- Nick Diamond: Es el otro presentador del programa. Es padre divorciado. Ha participado en varios combates, saliendo victorioso en todos.

- Mills Lane: Es el árbitro oficial del programa; tiene un humor muy especial, siempre explica las normas del combate y anima a los luchadores a matarse y cuando alguien usa algún objeto para atacar siempre dice que está permitido.Su frase más común es "¡A darle!" en el inicio de todas las peleas. Mills Lane es en realidad un árbitro de boxeo que puso la voz al personaje hasta 2002 cuando por problemas físicos tuvo que dejar el programa; Chris Edgerly le dio la voz al personaje en las temporadas siguientes.

### Personajes regulares menores
- Marv Albert: Es un presentador de deportes en varios programas de televisión y radio que se interpretaba a sí mismo; fue el primer entrevistador del programa, aunque solo duró tres episodios.

- Stacey Cornbred: Segunda entrevistadora, se llevaba bien con sus compañeros y era bastante profesional. Murió al sufrir una combustión espontánea. Volvió de entre los muertos para enfrentarse a su sucesora; Debbie Matenopoulos, pero perdió luego de que Debbie destruyó su cadáver por completo.

- Debbie Matenopoulos: Es una actriz y presentadora que se representaba a sí misma. En el programa hacía entrevistas. Se llevaba mal con casi todos los personajes, especialmente Nick. No se preparaba para las entrevistas y su trabajo era bastante deficiente.

- Tally Wong: Es la entrevistadora en las últimas temporadas, tiene una sección llamada Tally's Corner donde entrevista a los luchadores antes de los combates. Es muy egocéntrica, y muchas veces sus entrevistas se basan en insultar a los famosos. Se lleva mal con los presentadores y cuando la recriminan por su comportamiento les responde que vuelvan a contratar a Stacey Cornbred.

- El vendedor de palomitas: Sale en muchos capítulos con su carrito, y suele morir en todos, reapareciendo en otro capítulo como si nada.

- El hombre enmascarado: Aparece en algunos combates atacando al ganador. No se sabe quién es, pero parece ser Michael Jackson por su manera de actuar. Aparece en las últimas temporadas.

- Nick Diamond Jr: El hijo de Nick Diamond y aparece en varios episodios. En un episodio al estar poseído luchó con el Undertaker.

- Zatar (Alien): Es una alienígena verde de un solo ojo y cola, el cual asesina a los 2 luchadores en el capítulo en el que aparece y termina muriendo a manos de Nick Diamond.

- The Machine: Robot de cocina reprogramado por Stone Cold para pelear.

- Betty-Sue Olsen: La tercera gemela de las Olsen encerrada en el ático y alimentada con cabezas de pescado, debido a que era muy fea.

- El primo Grimm: Es el resultado de la combinación del ADN de Bill Clinton, Bigfoot y Roseanne Barr.

- Pierce McCrack: Es el resultado de la combinación del ADN de Dennis Rodman, Trent Reznor y Keith Flint.

- Potato Khan: Es el resultado de la combinación del ADN de Joe Pesci, Genghis Khan y una patata.

- Stone Cold: Aparece en varios capítulos a lo largo de la serie, incluso crea una máquina del tiempo en la cual logra traer grandes personalidades del pasado como Albert Einstein.

## Historia
Celebrity Deathmatch empezó en el programa de MTV llamado Cartoon Sushi como un corto en el que aparece el asesino condenado Charles Manson luchando a muerte contra el músico Marilyn Manson. Deathmatch volvió en 1998 para el descanso del especial Super Bowl XXXII de MTV. Apenas tres meses después, Celebrity Deathmatch había entrado en la línea principal de MTV. El show fue lo suficientemente popular para que el creador Eric Fogel fuese nombrado uno de los más creativos en la industria de la televisión por Entertainment Weekly. Durante las próximas cuatro temporadas, Celebrity Deathmatch llegó a ser más popular en otros países y ganó televidentes en todo el mundo, pero cuatro temporadas y 75 episodios más tarde en el año 2002, MTV decidió cancelar el programa.

### Renacimiento
Los nuevos episodios de la serie, que comenzó su producción en 2005, fueron producidos por Cuppa Coffee Studio en contraposición al ya difunto departamento de animación de MTV. El show contó con un elenco totalmente diferente, con nuevas voces y nuevo aspecto. Johnny, Nick y Mills Lane volvieron, aunque con nuevas voces. Mills Lane, quien solía ser interpretado por él mismo, fue interpretado por Chris Edgerly. Debbie Matenopoulos fue reemplazada por Tally Wong. Eric Fogel optó por no estar muy involucrado con las nuevas temporadas debido a su participación en su programa Starveillance para E!. El espectáculo fue dirigido por Jack Fletcher y Dave "Canadian" Thomas. Durante la temporada 2006, los fanáticos pudieron votar las futuras luchas en MTV2.com al elegir una de las tres peleas, esto se lograba mediante el envío de una solicitud de voto. Sin embargo, debido a la segunda cancelación del espectáculo, estas luchas no se realizaron.
En abril de 2015, MTV2 anunció el reinicio de la serie en su Twitter. Sin embargo, En noviembre de 2016, Se canceló la producción de la serie por razones desconocidas
Sin embargo, En diciembre de 2018, MTV anunció que una nueva versión de la serie volvería en 2019, con Ice Cube como estrella y  productor ejecutivo

## Banda sonora
MTV pidió a Marilyn Manson escribir una canción sobre el espectáculo. Manson compuso una canción sobre la obsesión de la gente con la violencia y cómo ellos están influenciados por la TV, que encajó debido a la sátira sobre la sociedad que presenta el espectáculo. "Astonishing Panorama of the Endtimes" se convirtió en el único sencillo de la banda sonora de Celebrity Deathmatch. La canción fue nominada para el premio Grammy a la mejor interpretación de metal en 2001 y más tarde fue incluida en el álbum en vivo de Manson The Last Tour on Earth.